# Valašská Senice
Valašská Senice (moravsky Senica) je obec v okrese Vsetín ve Zlínském kraji. Žije zde 428 obyvatel.

## Název
Jméno vesnice bylo odvozeno od přídavného jména senná a vztahovalo se k louce, stráni či jinému místu, kde bylo hodně sena, nebo nějakému vodnímu toku, který při vyšším stavu vody odnášel seno z pobřežních luk. V 16. století se též používal tvar Seninka. Přívlastek Valašská byl připojen v roce 1924 na odlišení od Senice na Hané.

## Historie
První písemná zmínka o obci pochází z roku 1500.

## Obyvatelstvo
| Rok            | 1869 | 1880 | 1890 | 1900 | 1910 | 1921 | 1930 | 1950 | 1961 | 1970 | 1980 | 1991 | 2001 | 2011 | 2021 |
| -------------- | ---- | ---- | ---- | ---- | ---- | ---- | ---- | ---- | ---- | ---- | ---- | ---- | ---- | ---- | ---- |
| Počet obyvatel | 623  | 721  | 701  | 735  | 798  | 823  | 738  | 702  | 759  | 725  | 607  | 507  | 480  | 478  | 408  |
| Počet domů     | 115  | 121  | 128  | 126  | 133  | 129  | 128  | 146  | 140  | 151  | 148  | 174  | 176  | 182  | 184  |

## Obecní správa
Mezi lety 1869–1979 Valašská Senice byla obcí v okrese Uherský Brod (1869–1930), poté v okrese Valašské Klobouky (1950) a později v okrese Vsetín. Od 1. ledna 1980 do 23. listopadu 1990 patřila jako část obce k Francově Lhotě a od 24. listopadu 1990 je opět samostatnou obcí.

### Obecní symboly
Znak a vlajka byly obci uděleny rozhodnutím předsedy Poslanecké sněmovny Parlamentu České republiky dne 21. června 1999.

## Pamětihodnosti
- Kaple svatého Cyrila a Metoděje
- Kaple svatého Huberta
- památné kříže